# ベルント・ハース
ベルント・ハース（Bernt Haas、1978年4月8日 - ）は、オーストリア・ウィーン出身の元スイス代表サッカー選手。現役時代のポジションはDF。

## 経歴
オーストリアのウィーンに生まれ、グラスホッパー・クラブ・チューリッヒでプロデビューを経験した。2001年8月からプレミアリーグのサンダーランドAFCでプレーし始めるが、加入2シーズン目はFCバーゼルへレンタル移籍をした。
2003年7月14日、ウェスト・ブロムウィッチ・アルビオンFCに加入した。プレミアリーグから降格し、イングリッシュ・フットボールリーグでのシーズンとなったが、右サイドバックのレギュラーとしてシーズンを戦い、クラブの1シーズンでのプレミアリーグ復帰に貢献したが、プレミアの舞台ではポジションを失い、2005年1月にフランスのSCバスティアへレンタルされた。その後は2. ブンデスリーガに所属していた1.FCケルンで1シーズン在籍して移籍した母国スイスのFCザンクト・ガレンで2007年に現役から引退した。
スイス代表として臨んだUEFA EURO 2004では、グループリーグ第2戦のイングランド代表戦で60分に2枚目のイエローカードを貰ってしまい退場した。
現役引退後はFCファドゥーツやグラスホッパー・クラブ・チューリッヒでチームの強化を担当するスポーツディレクターを務めている。

## 人物
イタリアのファッションブランドであるアルマーニでのモデル経験がある。

## タイトル

### クラブ
グラスホッパー
- ナツィオナール・リーガA : 4回 (1994-95, 1995-96, 1997-98, 2000-01)

FCバーゼル
- スイス・カップ : 1回 (2003)